# Jonas Paulavičius

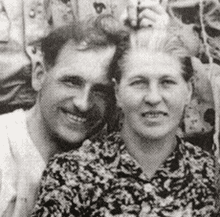
Jonas and Antanina Paulavičius

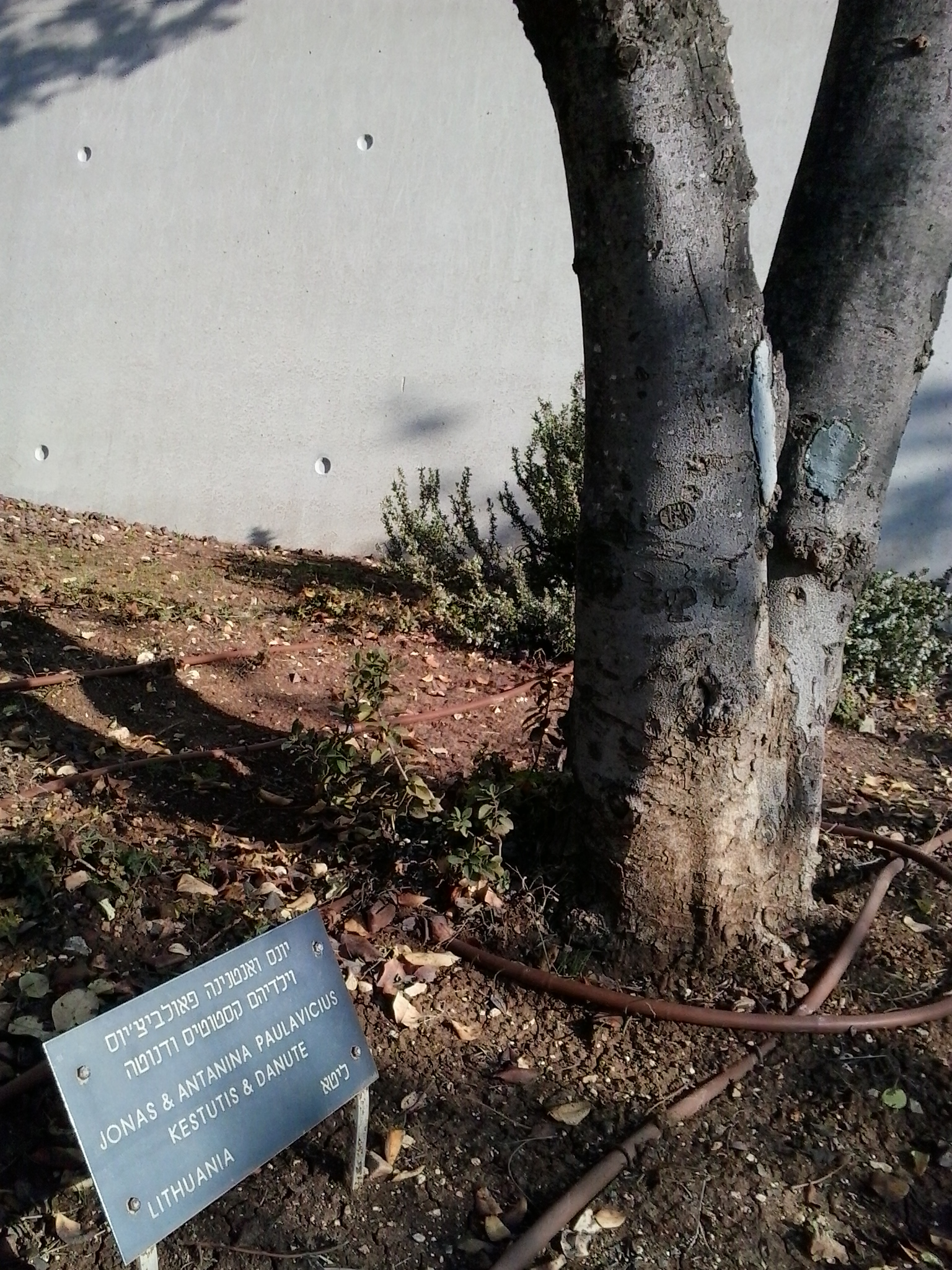
Der Baum, der zu Ehren der Familie Paulavičius in Yad Vashem gepflanzt wurde

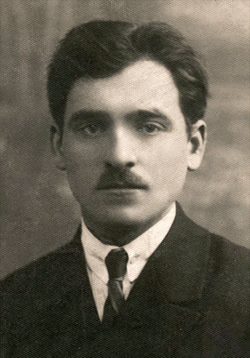
Jonas Paulavičius um 1947

Jonas Paulavičius (* 1898; † 1. Mai 1952 in Kaunas) war ein litauischer Zimmermann. Er lebte mit seiner Frau Antanina Paulavičienė (1905–1988), seiner Tochter Danute Paulavičiūtė (1926–1947) und seinem Sohn Kęstutis Paulavičius (1927–2019) in Panemunė (Kaunas), einem ehemaligen Vorort von und heute zu Kaunas an der Memel. Seit im Juni 1941 erste nationalsozialistische Soldaten in Kaunas auftauchten und Juden und Kommunisten bedrängten, trat Jonas Paulavičius für die Bedrängten ein. Er und seine Familie retteten ab 1944 zwölf Juden, zwei russische Kriegsgefangene und zwei verfolgte Litauer, indem sie ihnen in ihrem Haus bzw. auf ihrem Grundstück Unterschlupf boten. Jonas Paulavičius selbst erlitt ein tragisches Schicksal. Sein Haus wurde bei dem Extremhochwasser der Memel im Frühjahr 1946 zerstört, seine Tochter Danute starb Anfang 1947 an einer Tuberkuloseerkrankung und er selbst wurde vermutlich von einem litauischen antisemitischen Ultranationalisten wegen seiner Rettungstaten an jüdischen Mitbürgern 1952 ermordet. 1983 wurden Jonas Paulavičius (posthum), seiner Frau Antanina und seinen Kindern Danute (posthum) und Kęstutis durch Yad Vashem die Ehrenbezeichnung Gerechte unter den Völkern verliehen.

## Leben und Werk
Jonas Paulavičius wurde als drittes von sechs Kindern einer verarmten litauischen Bauernfamilie geboren. In seiner Jugend erlernte er das Schreinerhandwerk und arbeitete später als Schreiner für die litauische Eisenbahngesellschaft. Nachdem Litauen 1918 seine Unabhängigkeit erklärt hatte, wurde schnell deutlich, dass diese ohne Armee nicht lange zu halten wäre. In dieser Gründungsphase bestand die litauische Armee aus ungefähr 3000 Freiwilligen, die im Dezember 1918 dem Aufruf der Regierung gefolgt waren und sich freiwillig in den Dienst der Armee gestellt hatten. Jonas Paulavičius gehörte zu diesen ersten Soldaten, die sich für die Freiheit Litauens einsetzten. Nach den Unabhängigkeitskriegen von 1920 bis 1921 integrierten sich die meisten Soldaten wieder in die Gesellschaft. Jonas Paulavičius ließ sich auf einem Grundstück in Panemunė nieder, das er als Kriegsteilnehmer vom Staat erhalten hatte und baute dort ein Haus für seine Frau Antanina und seine beiden Kinder.
1944 schlug ein Freund Jonas Paulavičius vor, er solle ein vierjähriges jüdisches Kind aus dem Ghetto Kauen retten. Nachdem Paulavičius sich mit seiner Frau Antanina beraten hatte, einigten sich beide darauf, das Kind zu ihnen mit nach Hause zu nehmen und es dort zu verstecken. Nach wenigen Monaten wurde es für Jonas Paulavičius und seine Familie zu schwierig und zu gefährlich, den kleinen Jungen Shimele ohne seine Eltern zu behalten. Jonas Paulavičius beschloss, auch Mutter und Vater des Jungen aus dem Ghetto zu sich nach Hause zu nehmen. Auf deren Wunsch hin nahm Familie Paulavičius auch noch Shimeles Großmutter mit in ihren Haushalt auf. Als Jonas Paulavičius der Mutter von Shimele mitteilte, sie solle mit ihrem Mann kommen, gab er ihr zu verstehen, sie solle ein weiteres Paar mitbringen, weil in dem eingerichteten Versteck dafür auch noch Platz vorhanden sei. Er, Jonas Paulavičius, bevorzuge dabei Menschen mit einem Beruf, weil diese Menschen nach dem Krieg dringend gebraucht würden. So bot Jonas Paulavičius einem  Ärztepaar ebenfalls Unterschlupf. Mit Hilfe von Jonas Sohn Kęstutis konnte auch ein 14-jähriger Junge aus einem Bus entfliehen, der jüdische Kinder in ein Vernichtungslager brachte.
In diesen Verließen versteckte Paulavičius auch zwei sowjetische Kriegsgefangene, die selbst als Wachen im Konzentrationslager Šančiai gedient hatten und von dort geflohen waren. Die Rettungsaufgaben wurden allmählich nicht mehr nur eine Frage des Versteckens und der Ernährung. Jonas Paulavičius suchte auch aktiv nach Menschen, die seine Hilfe benötigten. Manchmal folgte er streng bewachten Todesmärschen in der Hoffnung, Flüchtlingen helfen zu können, die sich von den Märschen absetzen konnten. Jonas Paulavičius richtete insgesamt vier Verstecke auf seinem Anwesen ein. Das große Hauptversteck richtete er in einem Loch unter dem Fundament des Hauses ein, das er mit Hilfe von Sohn Kęstutis ausgehoben hatte. Ein weiteres Versteck richtete er auf dem Dachboden, ein weiteres in einem Loch an der Vaidoto-Straße und ein letztes unter Tomatenbeeten im Garten. Ideell und vor allem lebenspraktisch waren dies Rettungsaktionen der gesamten Familie Paulavičius. Antanina Paulavičienė besorgte und kochte in dieser Zeit täglich für mehr als 20 Menschen Lebensmittel, ohne dass dies im besetzten Kaunas oder im Vorort Panemunė an die Öffentlichkeit dringen durfte.
Jonas Paulavičius Werk endete nicht mit dem Ende des Zweiten Weltkrieges. Er bot den Überlebenden der Vernichtungslager und des Krieges Hilfe bei der Auswanderung an, damit sie der kommunistischen Herrschaft entkommen konnten.
Jonas Paulavičius’ Haus wurde bei einem Extremhochwasser der Memel mit starkem Eisgang im Frühjahr 1946 zerstört. Die Familie lebte ab diesem Zeitpunkt in der vom Hochwasser verschonten Scheune. Im Januar 1947 starb seine Tochter Danute 21-jährig an Tuberkulose. Am 1. Mai 1952 wurde Jonas Paulavičius im Schlaf von einem unbekannten Täter erschossen. Der eigentliche Mörder konnte nie ausfindig gemacht werden. Die Datenbank The Righteous Among the Nations von Yad Vashem gibt kontrastierend die Information, Jonas Paulavičius wurde von seinem antisemitischen Nachbarn erschossen, der ihm die Rettungsaktionen an seinen jüdischen Mitbürgern während der nationalsozialistischen Besatzungszeit Litauens nie verzieh. Jonas Paulavičius’ Tod wurde zu einem tragischen Ereignis für alle diejenigen Menschen, die er gerettet hatte.
Die Republik Litauen zeichnete Jonas Paulavičius und seine Familie mit dem „Lebensrettungskreuz“ aus. 1983 wurden Jonas Paulavičius, seiner Frau Antania und seinen Kindern Danute und Kęstutis seitens Yad Vashem die Ehrenbezeichnung Gerechte unter den Völkern verliehen. Es wurde ein Baum ihnen zu Ehren gepflanzt. Nach Angaben in Yad Vashem rettete die Familie 16 Menschen, darunter zwölf Menschen jüdischer Herkunft.